# Nou Săsesc, Sibiu
Nou Săsesc, mai demult Nou (în dialectul săsesc  Noandref, în germană Sächsisch-Neudorf, Deutsch-Neudorf, Neudorf bei Schäßburg, în maghiară Apaújfalu, Szászújfalu, Újfalu) este un sat în comuna Laslea din județul Sibiu, Transilvania, România.
Satul este situat între orașele Mediaș, Sighișoara și Agnita la egală distanță, la o altitudine medie de 400 metri, fiind inconjurat de dealuri abrupte cu altitdinea de 600-650 metri.

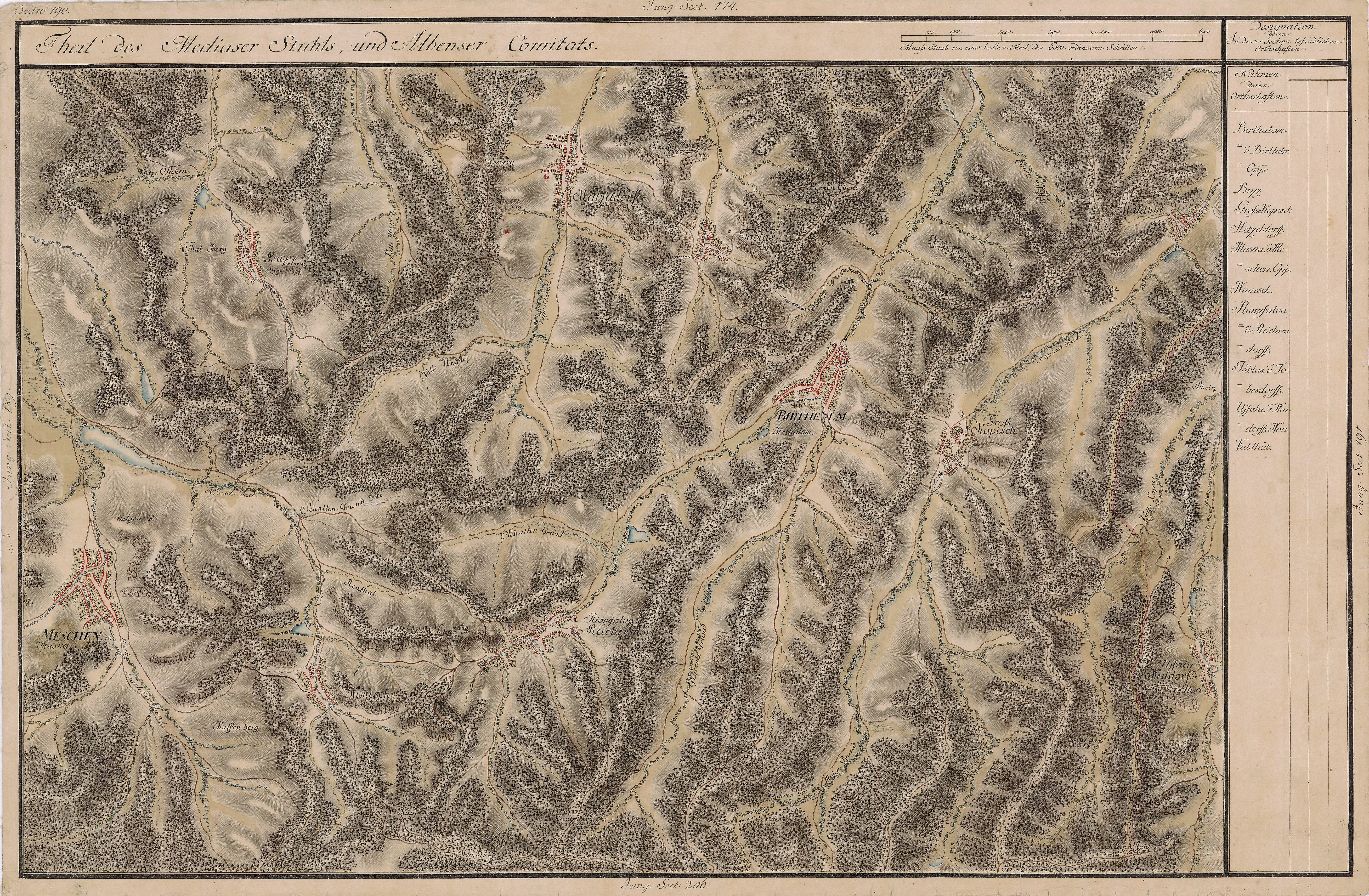
Nou Săsesc în Harta Iosefină a Transilvaniei, 1769-1773

Istoria satului datează din secolul al XIII-lea cînd în zonă au apărut primii sași. După surse orale primele așezări au fost undeva mai în amonte de cât așezarea actuală, loc numit Fântâna din piatră. Acolo au fost primii crescători de animale din sat. După surse scrise și construcții vechi, pământurile și pădurile au aparținut baronului maghiar Apafi, după care și denumirea maghiară a satului. După alte surse, satul s-a mutat pe actuala vatră după ce oști otomane au ars vechea așezare, unde ar fi existat chiar și biserică, fapt sugerat de povestea clopotelor din biserica evanghelică. Clopotul mare care a fost găsit în vechea vatră a satului, datorită mărimii lui nu a putut fi transportat decât după topirea și turnarea în alte trei clopote, care sunt și astăzi în biserica evanghelică. Astfel după surse săsești biserica a fost reconstruită pe actualul amplasament (sus pe un deal la cca.100 metri deasupra satului) tocmai pentru a putea rezista mai mult împotriva cotropitorilor. Sașii au numit satul Neudorf (dupa unii ei nu au făcut altceva decât au tradus în germană denumirea latină a satului care era NOUA VILLA). În afară de biserica evanghelică în sat mai sunt două biserici: una catolică (aflată în paragină în ultimii 50 de ani) și una ortodoxă. Populația satului a fost în continuă creștere pînă în anul 1989 cînd în România au avut loc mari schimbări politice. Atunci în sat trăiau cca. 1500 de oameni. Populația a fost întotdeauna preponderent săsească (cam 2/3). Românii au fost și sunt stabiliți în partea de sud a satului, parte unde trăiesc și câteva familii de țigani. Populația actuală a satului nu depășește 300 de persoane (proporția s-a schimbat la 2/3 români după migrarea masivă a sașilor în ultimii ani). Totuși satul nu s-a distrus datorită faptului că sașii nu au vândut locuințele ci le-au transformat în case de vacanță și chiar mai mult, majoritatea au fost renovate.
Ocupația de bază a locuitorilor a fost de-a lungul timpului creșterea animalelor și cultivarea pământului, activități din care nu s-au obținut performanțe însemnate. În anii 1930-1940 în împrejurimile satului s-au descoperit imense zăcăminte de gaze naturale, descoperire care a dus la forajul de sonde și exploatarea imenselor zăcăminte de gaze, exploatare care continua și azi.